# Acrosomoides
Genre
Acrosomoides est un genre d'araignées aranéomorphes de la famille des Araneidae.

## Distribution
Les espèces de ce genre se rencontrent en Afrique subsaharienne.

## Liste des espèces
Selon World Spider Catalog (version 17.0, 18/01/2016) :
- Acrosomoides acrosomoides (O. Pickard-Cambridge, 1879)
- Acrosomoides linnaei (Walckenaer, 1841)
- Acrosomoides tetraedrus (Walckenaer, 1841)

## Publication originale
- Simon, 1887 : Études arachnologiques. 19e Mémoire. XXVII. Arachnides recueillis à Assinie (Afrique occidentale) par MM. Chaper et Alluaud. Annales de la Société Entomologique de France, sér. 6, vol. 7, p. 261-276 (texte intégral).